# Charles-Emmanuel IV
Pour les articles homonymes, voir Charles-Emmanuel.
Charles-Emmanuel IV, né le 24 mai 1751 à Turin et mort le 6 octobre 1819 à Saint-André-du-Quirinal (Rome), est un duc de Savoie. Chef de la maison de Savoie à la mort de son père, il devient roi de Sardaigne, prince de Piémont  de 1796 à 1802. Veuf en 1802, il abdique en faveur de son frère et entre comme simple religieux dans la Compagnie de Jésus en 1815.

## Biographie

### Jeunesse et Origines

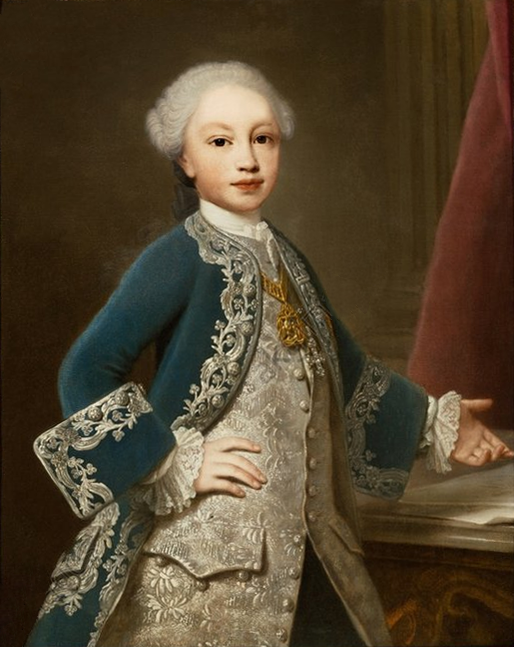
Charles-Emmanuel IV enfant, par Domenico Duprà.

Charles-Emmanuel Ferdinande Marie de Savoie est né le 24 mai 1751 à Turin, fils aîné de Victor-Amédée III, roi de Sardaigne, et de son épouse l'infante Marie-Antoinette-Ferdinande d'Espagne. Sa mère était la fille du roi Philippe V d'Espagne (frère cadet de Louis, duc de Bourgogne) et d'Élisabeth Farnèse. Son père était le fils de Charles-Emmanuel III, roi de Sardaigne et de Polyxène, princesse de Hesse-Rheinfels-Rotenbourg.
Il a été nommé d'après son grand-père Charles Emmanuel III et baptisé Carlo Emanuele Ferdinando Maria.
Du côté de sa mère, Charles Emmanuel IV était le petit-fils de Philippe V d'Espagne et l'arrière-petit-fils de Louis,le Grand Dauphin. Cela fait de lui un cousin maternel de Charles IV, roi d'Espagne, Ferdinand Ier, roi des Deux-Siciles, la princesse Isabelle de Parme et bien d'autres.
Depuis sa naissance jusqu'à sa succession au trône de Sardaigne en 1796, Charles Emmanuel reçut le titre de « prince de Piémont ».
Un cardinal plus tardif, Hyacinthe-Sigismond Gerdil, lui servit d'éducateur.

### Roi de Sardaigne, de Chypre et de Jérusalem

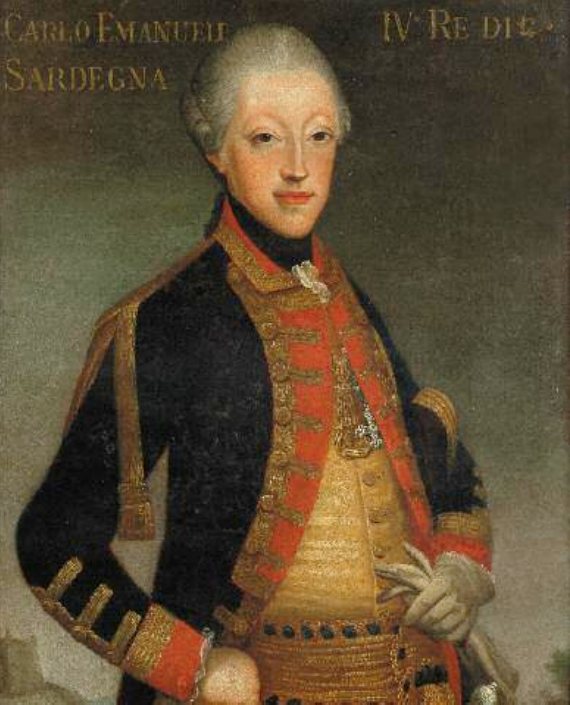
Charles-Emmanuel IV de Savoie, roi de Sardaigne.

En 1773, à la suite du décès de son grand-père, Charles-Emmanuel III de Sardaigne, il devint prince héritier du royaume de Sardaigne et reçut le titre de prince de Piémont.
En 1775, il épouse Clotilde de France, sœur du roi Louis XVI, mais le couple n'aura pas d'enfant. Ses deux sœurs ont également épousé des fils de France et résident à Versailles.
En 1796, il succéda à son père auquel la France venait d'enlever la plus grande partie de ses États. Il multiplia les protestations d'amitié pour la première République française.
Associé aux infortunes de la famille des Bourbons, à laquelle il était allié (sa mère était une Bourbon et il avait épousé une petite-fille de Louis XV tandis que deux de ses sœurs avaient épousé des petits-fils du roi), Charles-Emmanuel IV fit d'infructueux efforts pour comprimer dans son royaume les menées des agents révolutionnaires venus de France. Cela n'empêcha pas le général Joubert, aidé par des agents français sur place, d'envahir et d'occuper les États de Savoie continentaux (la Savoie, le comté de Nice et le Piémont) sur l'ordre du Directoire en 1798.
Ce dernier évènement l'obligea en décembre 1798, ainsi que la reine sa femme, ses frères, sa belle-sœur, Marie-Thérèse, son demi-oncle et beau-frère, le duc de Chablais et sa nièce, Marie-Béatrice, à partir vers Parme. De Parme, la famille ducale et royale joignit Florence où elle bénéficia de l'hospitalité du grand-duc Ferdinand III de Toscane, qui mit à la disposition du souverain de Savoie et de ses proches la Villa di Poggio Imperiale.
À peine quelques mois plus tard, le roi embarqua avec la cour pour la Sardaigne sur le vaisseau amiral de la flotte militaire des États de Savoie venu le chercher, face à l'avancée des troupes françaises partout dans ses États continentaux, troupes françaises qui d'ailleurs ne tardèrent pas à envahir puis à occuper la Toscane à son tour, en y destituant le grand-duc.

### Dernières années

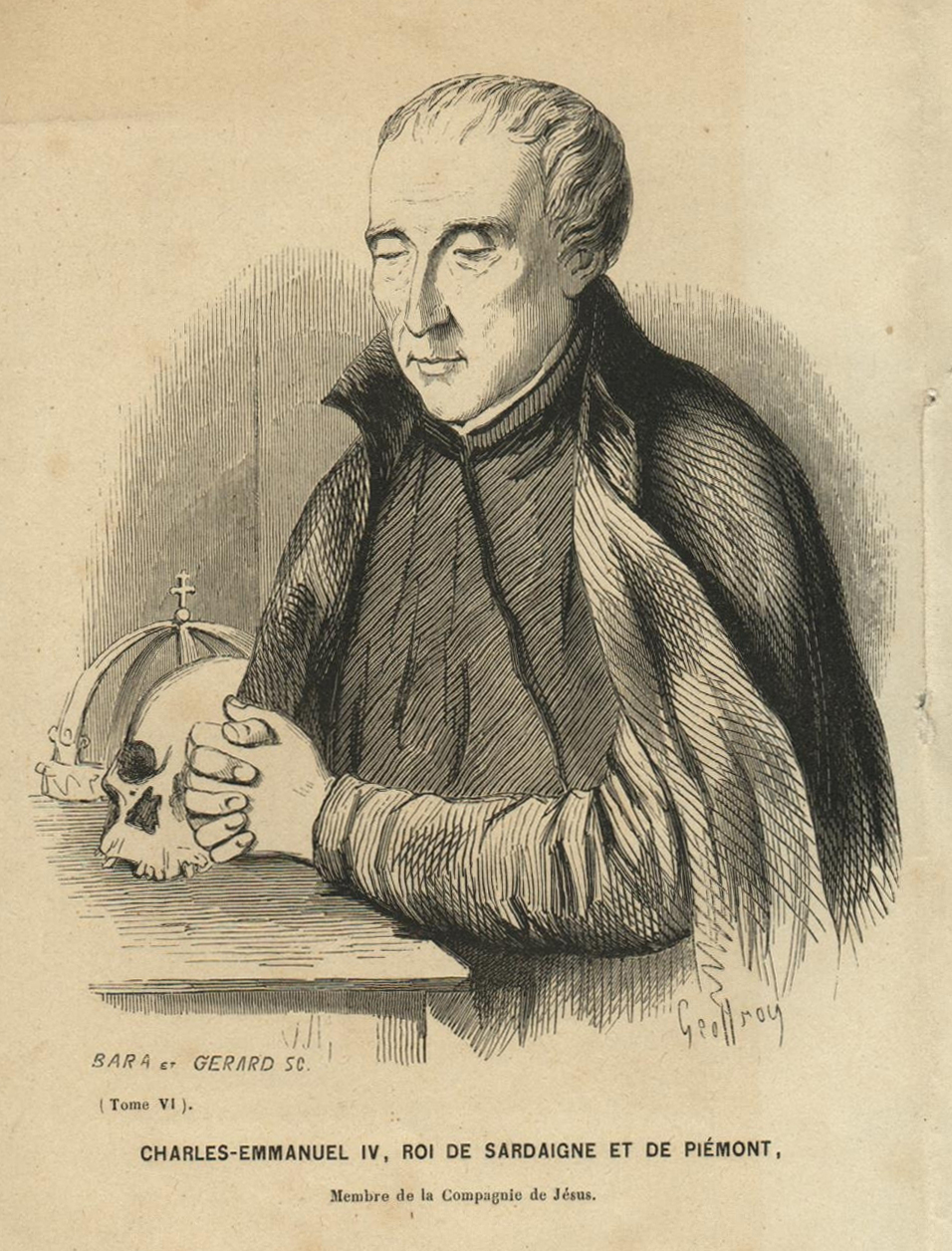
L'ex-roi vers la fin de sa vie.

Dès 1800, le roi Charles-Emmanuel sollicite du pape Pie VII, par l’intermédiaire de l'archevêque de Cagliari, que la Compagnie de Jésus soit autorisée dans son royaume de Sardaigne, et que les jésuites puissent y vivre en communautés sans autre signe extérieur que ceux des prêtres diocésains. La demande est prématurée et reste sans suite.
En 1802, après la mort de la reine, sa femme (qui fut déclarée « Servante de Dieu » en 1808, puis Vénérable en 1982), il abdique en faveur de son frère Victor-Emmanuel Ier. Il reste attaché à la Compagnie de Jésus, en particulier par l’amitié qui le lie à Joseph Pignatelli, guide et animateur d’anciens jésuites alors en exil en Sardaigne.
Lorsqu'en 1814 la Compagnie de Jésus est restaurée universellement par Pie VII, l'ancien souverain demande à y être admis. Il devient jésuite le 11 février 1815 et vit dès lors comme simple religieux au noviciat de Saint-André du Quirinal, à Rome. Comme il le souhaitait, il est enterré après sa mort, survenue le 6 octobre 1819, habillé d’une simple soutane noire.
Charles-Emmanuel IV est inhumé à l'église Saint-André du Quirinal à Rome où il repose toujours, sous une dalle marquée de la croix de Savoie gravée dans le marbre, blanche sur fond rouge, surmontant son nom (dépouillé de tous ses anciens titres) et avec la seule mention Charles Emmanuel de Savoie, Fils de la Sainte Église Catholique Apostolique et Romaine.

### Famille
Charles-Emmanuel était l'aîné de ses frères, issu du mariage de  Victor-Amédée de Savoie et Marie-Antoinette d'Espagne (fille de Philippe V d'Espagne et d'Élisabeth Farnèse), célébré le 31 mai 1751 à Oulx.
Parmi ses frères et sœurs l'on compte Marie-Joséphine, épouse de Louis XVIII (alors comte de Provence) ; Marie-Thérèse, épouse de Charles X (alors comte d'Artois) ; Caroline, épouse d'Antoine Ier de Saxe (alors héritier) ; Victor-Emmanuel, lui succédant ; et Charles-Félix, dernier descendant en ligne directe de la branche aînée de la Maison de Savoie.
Il a épousé à Chambéry le 6 septembre 1775 Clotilde de France (1759 † 1802), fille du dauphin Louis de France et de sa seconde épouse Marie-Josèphe de Saxe, et sœur de Louis XVI, Louis XVIII et Charles X. Ils n'ont pas eu d'enfants.